# Pfeifenkump
Der Pfeifenkump ist Teil einer historischen Trinkwasserversorgung der Stadt Horn und seit dem 4. Juli 1985 in der Denkmalliste der Stadt Horn-Bad Meinberg im Kreis Lippe (Nordrhein-Westfalen) eingetragen.

## Geschichte und Architektur
Nach dem Vorbild anderer Städte wurde im Jahr 1546 auf Geheiß Simon Boses eine Wasserleitung von der Quelle am nordwestlich der Stadt gelegenen Bornsberg zu seinem Hof in der Kirchstraße angelegt. Den Endpunkt bildete ein steinerner Wasserbehälter, genannt Kump. Die Zuleitungen bezeichnete man als Pipen, woraus sich der Name Pipenkump oder Pfeifenkump ergibt.
Der Kump an der Pfarrkirche entstand 1860 bei einer Neugestaltung des Bereichs um die Kirche. Das Becken besteht aus Osning-Sandstein aus stadtnahen Steinbrüchen.
Weitere Kümpe, z. B. am Rathausplatz und beim Pfarrhaus, sind nicht mehr erhalten.